# 44e brigade d'infanterie (Empire allemand)
Pour les articles homonymes, voir 44e brigade.
La 44e brigade d'infanterie est une grande unité de l'armée prussienne.

## Histoire
La 44e brigade d'infanterie est créée à Cassel quelques mois après la guerre austro-prussienne, le 11 octobre 1866. Le 83e régiment d'infanterie, un régiment du contingent fédéral et les bataillons de la Landwehr de Marbourg et Fulda lui sont subordonnés. Avec la 43e brigade d'infanterie, elle forme la 22e division d'infanterie du 11e corps d'armée. Selon la convention militaire, le contingent fédéral devient le 1er octobre 1867 le 94e régiment d'infanterie. L'année suivante, la brigade s'agrandit avec la suppression des deux bataillons de Landwehr et accueille le 32e régiment de Landwehr (2e régiment d'infanterie thuringeois) et le 94e régiment de Landwehr (5e régiment d'infanterie thuringeois). Après la guerre franco-prussienne, la 83e régiment d'infanterie quitte la brigade et est remplacé par le 32e régiment d'infanterie. En 1888, les deux régiments de la Landwehr sont supprimés et leurs fonctions sont reprises par les commandements de district (de). Le dernier changement en temps de paix est entré en vigueur le 1er avril 1899. Le 94e régiment d'infanterie est transféré à la 83e brigade d'infanterie (de) et est remplacé par le 167e régiment d'infanterie.

### Guerre franco-prussienne
Dans la guerre contre la France, la brigade participe aux batailles de Frœschwiller-Wœrth et de Sedan ainsi qu'au siège de Paris du 19 septembre au 6 octobre 1870. Viennent ensuite les batailles d'Artenay, Orléans, Châteaudun, Chartres, Courville-sur-Eure et Châteauneuf-en-Thymerais. Le 2 décembre 1870, la brigade participe à la bataille de Loigny et de Poupry puis à la bataille d'Orléans et de Beaugency. Après la bataille de La Fourche, la grande unité participe à la bataille du Mans du 10 au 12 janvier 1871, suivie des batailles de Ballon, Beaumont-sur-Sarthe et Alençon jusqu'au 15 janvier 1871.

### Première Guerre mondiale
Lors de la mobilisation à l'occasion de la Première Guerre mondiale, la brigade reçoit également le 11e bataillon de chasseurs à pied (de) ainsi que l'état-major et le 3e escadron du 6e régiment de cuirassiers. En collaboration avec la 22e division d'infanterie, la brigade s'installe en Belgique neutre et participe à la prise de la forteresse stratégiquement importante de Namur. La division se déplace ensuite avec ses unités subordonnées en Prusse-Orientale et participe aux batailles défensives contre l'armée russe lors de la bataille des lacs de Mazurie. Après la fin des combats, ils sont transportés à Cracovie. En conséquence, la brigade est impliquée dans les batailles d' Opatów, Iwangorod, Kutno, Łódź sur le front de l'Est et, à partir du 18 décembre 1914, sur Rawka-Bzura.
Sur instructions du ministère de la Guerre, la grande unité est réorganisée le 15 mai 1915 en 205e brigade d'infanterie et subordonnée à la 103e division d'infanterie nouvellement créée.

## Commandants
| Grade               | Nom                                   | Date                                                 |
| ------------------- | ------------------------------------- | ---------------------------------------------------- |
| Generalmajor        | Ferdinand von Stülpnagel              | 30 octobre 1866 au 17 mai 1867                       |
| Generalmajor        | Edmund von Hanstein (de)              | 18 mai 1867 au 21 mai 1869                           |
| Generalmajor        | Bernhard von Schkopp                  | 18 juin 1869 au 16 juin 1871                         |
| Oberst              | Arthur Marschall von Bieberstein (de) | 7 août 1870 au 16 juin 1871 (chargé de la direction) |
| Oberst/Generalmajor | Arthur Marschall von Bieberstein      | 17 juin 1871 au 6 août 1871                          |
| Oberst              | Egbert von Legat (de)                 | 7 août au 14 septembre 1874 (chargé de la direction) |
| Oberst/Generalmajor | Egbert von Legat                      | 15 septembre 1874 au 16 octobre 1876                 |
| Generalmajor        | Eugen von Bernhardi (de)              | 17 octobre 1876 au 9 juin 1882                       |
| Generalmajor        | Georg von Carnap-Quernheimb (de)      | 11 juin 1882 au 5 juillet 1886                       |
| Generalmajor        | Moritz Kühne (de)                     | 6 juillet 1886 au 13 juin 1888                       |
| Generalmajor        | Heinrich Rhein                        | 14 juin 1888 au 14 février 1890                      |
| Oberst              | Hermann von Chappuis (de)             | 15 février au 23 mars 1890 (chargé de la direction)  |
| Generalmajor        | Hermann von Chappuis                  | 24 mars 1890 au 16 juin 1893                         |
| Generalmajor        | Rudolf von Perthes                    | 17 juin 1893 au 21 mars 1897                         |
| Generalmajor        | Friedrich Wilhelm Paris               | 22 mars 1897 au 21 mars 1900                         |
| Generalmajor        | Günther von Werder                    | 22 mars 1900 au 19 janvier 1903                      |
| Oberst              | Anton von Görtz                       | 27 janvier au 21 mars 1903 (chargé de la direction)  |
| Generalmajor        | Anton von Görtz                       | 22 mars 1903 au 13 juin 1906                         |
| Generalmajor        | Eberhard von Kurowski                 | 14 juin 1906                                         |
| Generalmajor        | Wilhelm von der Lippe                 | 31 août 1909 au 8 mars 1912                          |
| Generalmajor        | Ludwig von Mühlenfels                 | 9 mars 1912 au 30 septembre 1913                     |
| Generalmajor        | Theodor Nordbeck                      | 1er octobre 1913 au 8 mai 1915                       |
| Oberst              | Wilhelm von Auer (de)                 | 9 au 15 mai 1915                                     |